# أندرو بوجوت
أندرو بوجوت (بالإنجليزية: Andrew Bogut) مواليد 28 نوفمبر 1984، هو لاعب كرة سلة أسترالي يلعب مع فريق غولدن ستايت ووريورز في الرابطة الوطنية لكرة السلة ويحمل الرقم 12. يبلغ طوله 7 قدم 0 بوصة (2.1 م).

## فرق لعب لها
- ميلووكي باكز
- غولدن ستايت ووريورز

## روابط خارجية
- أندرو بوجوت على موقع الاتحاد الدولي لكرة السلة (الإنجليزية)
- أندرو بوجوت على موقع إن بي أي (الإنجليزية)
- أندرو بوجوت على موقع سبورتس رفرنس (الإنجليزية)
- أندرو بوجوت على موقع كرة السلة الأوروبية.كوم (الإنجليزية)
- أندرو بوجوت على موقع إي إس بي إن.كوم (الإنجليزية)
- أندرو بوجوت على موقع كلية كرة السلة في سبورتس رفرنس.كوم (الإنجليزية)
- أندرو بوجوت على موقع ريلجم (الإنجليزية)
- أندرو بوجوت على موقع بروبوليرز (الإنجليزية)
- أندرو بوجوت على موقع سبورتس رفرنس (الإنجليزية)
- أندرو بوجوت على موقع اللجنة الأولمبية الدولية (الإنجليزية)